# Simon Cho
Simon Cho né le 7 octobre 1991 à Séoul est un patineur de vitesse sur piste courte américain.

## Biographie
Simon Cho est né à Séoul en Corée du Sud puis émigre aux États-Unis quand il a quatre ans pour s'installer à Chicago. Il a ensuite déménagé à Salt Lake City pour pouvoir s'entraîner, malgré le manque d'argent.
Il participe aux Jeux olympiques de 2010 à Vancouver, où il obtient la médaille de bronze par sa participation aux demi-finales.
Lors des Championnats du monde 2011, il gagne le 500 m. Il est révélé plus tard, que Cho a trafiqué les lames des patins d'Olivier Jean, un concurrent durant ces championnats et ce à la demande de l'entraîneur de l'équipe américaine Chun Jae-Su. En 2013, l'Union internationale de patinage lui inflige une suspension de deux ans qui a débuté rétroactivement le 5 octobre 2012. Il ne peut donc participer aux Jeux olympiques d'hiver de 2014.

## Palmarès

### Jeux olympiques
- Vancouver 2010 :  Médaille de bronze au relais 5 000 m et 11e au 500 m

### Championnats du monde
- Médaille d'or du 500 m à Sheffield en 2011.
- Médaille d'argent du relais 5 000 m à Sofia en 2010.
- Médaille de bronze du relais 5 000 m en 2011

### Coupe du monde
- Vainqueur du classement du 500 m en 2011